# Huvudstadsområdet, Danmark

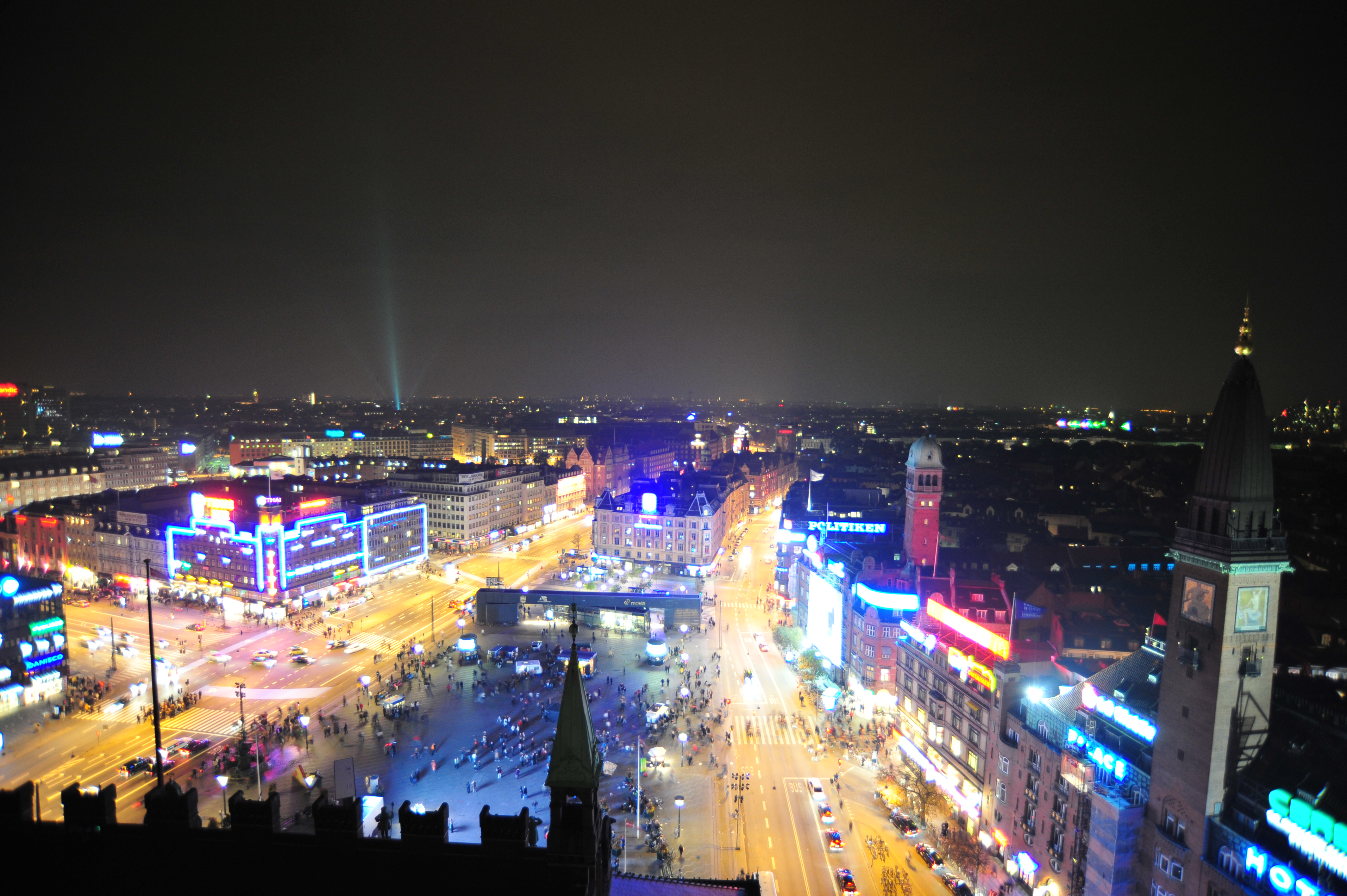
Nattlig vy över centrala Köpenhamn.

Inte att förväxla med Huvudstadsregionen (Danmark) eller Region Hovedstaden.
Huvudstadsområdet (danska Hovedstadsområdet) i Danmark avser Köpenhamn med omgivning. Det finns för närvarande två olika avgränsningar av Köpenhamnsområdet som kallas Hovedstadsområdet. Begreppet har sedan 1999 använts i officiell dansk statistik för Köpenhamns sammanhängande bebyggelse (tätort), men har på senare tid även börjat användas för det område som berörs av landsplandirektivet Fingerplan 2007.

## Tätorten
Fram till 1998 räknades samtliga kommuner som berördes av Köpenhamns sammanhängande bebyggelse in i Huvudstadsområdet. Sedan 1999 ingår dock endast de delar av kommunerna som vuxit ihop med Köpenhamn till en sammanhängande tätort (danska byområde). I början av 2011 bodde 1 199 224 invånare i området, som av Danmarks statistik benämns Hovedstadsområdet.
Tätorten omfattar sju hela kommuner, samt delar av ytterligare elva:
- Hela kommuner
  - Köpenhamns kommun
  - Frederiksbergs kommun
  - Gentofte kommun
  - Gladsaxe kommun
  - Glostrups kommun
  - Hvidovre kommun
  - Rødovre kommun
- Delar av kommuner
  - Albertslunds kommun
  - Ballerups kommun
  - Brøndby kommun
  - Furesø kommun
  - Greve kommun
  - Herlevs kommun
  - Ishøjs kommun
  - Lyngby-Taarbæks kommun
  - Rudersdals kommun
  - Tårnby kommun
  - Vallensbæks kommun

## Fingerplan 2007
Fingerplan 2007, publicerat av Miljøministeriet, är sedan den 1 augusti 2007 ett landsplandirektiv för Köpenhamn tillsammans med ytterligare 33 omgivande kommuner. Landsplandirektivet fungerar tillsammans med 34 kommunplaner samt viss statlig översikt som ramar för områdets utveckling. Området benämns, liksom Danmarks statistiks definition av tätorten, som Hovedstadsområdet. Det totala invånarantalet för området var 1 914 865 invånare i början av 2011, på en yta av 3 015,90 kvadratkilometer. Grunden för direktivet är Fingerplanen, ett visionärt dokument som arbetades fram redan 1947 och som beskrev Köpenhamnsområdet som en handflata (centrala Köpenhamn) med fem fingrar (anslutande förortsområden i fem riktningar). Även om Fingerplanen inte hade någon officiell status har områdets utveckling till stor del följt dess intentioner, fram till genomförandet av det nya landsplandirektivet.
Huvudstadsområdet är indelat i fyra delområden. Indelningen grundar sig på en sammanställning i HUR's Regionplan 2005, ett arbete som numera överförts till Fingerplan 2007 och kommunplanerna, och som justerats efter de kommungränser som gäller sedan kommunreformen i Danmark den 1 januari 2007. Det område som berörs av det inre och det yttre storstadsområdet, eller "handflatan" och "fingrarna", brukar kallas Fingerstaden (Fingerbyen).

### Det inre storstadsområdet
Det inre storstadsområdet (det indre storbyområde, eller "innerstaden") avser centrala Köpenhamnsområdet, eller den så kallade handflatan i Fingerstaden, och omfattar tre kommuner samt delar av ytterligare sex kommuner.
- Köpenhamns kommun
- Frederiksbergs kommun
- Gentofte kommun
- Brøndby kommun (del av)
- Gladsaxe kommun (del av)
- Herlevs kommun (del av)
- Hvidovre kommun (del av)
- Rødovre kommun (del av)
- Tårnby kommun (del av)

### Det yttre storstadsområdet
Det yttre storstadsområdet (det ydre storbyområde) avser de områden som berörs av de så kallade "fingrarna" i Fingerstaden. Det berör delar i 25 kommuner, av vilka några även har delar i det inre storstadsområdet.
- Albertslunds kommun
- Allerøds kommun
- Ballerups kommun
- Brøndby kommun
- Egedals kommun
- Fredensborgs kommun
- Frederikssunds kommun
- Furesø kommun
- Gladsaxe kommun
- Glostrups kommun
- Greve kommun
- Helsingørs kommun
- Herlevs kommun
- Hillerøds kommun
- Hvidovre kommun
- Høje-Tåstrups kommun
- Hørsholms kommun
- Ishøjs kommun
- Køge kommun
- Lyngby-Taarbæks kommun
- Roskilde kommun
- Rudersdals kommun
- Rødovre kommun
- Solrøds kommun
- Vallensbæks kommun

### De gröna kilarna
De gröna kilarna (de grønne kiler) är områden som berörs av de inre och yttre delarna av storstadsområdet, och där man avser att bevara naturvärden och inte utveckla stadsbebyggelse eller fritidsanläggningar. 

### Det övriga huvudstadsområdet
Det övriga huvudstadsområdet (det øvrige hovedstadsområde) avser de områden som ligger utanför fingerstaden och de gröna kilarna. Vissa delar av detta område ligger som små enklaver i de gröna kilarna. Det övriga huvudstadsområdet omfattar fyra hela kommuner samt delar av ytterligare tretton kommuner.
- Gribskovs kommun
- Halsnæs kommun
- Lejre kommun
- Stevns kommun
- Allerøds kommun (del av)
- Egedals kommun (del av)
- Fredensborgs kommun (del av)
- Frederikssunds kommun (del av)
- Greve kommun (del av)
- Helsingørs kommun (del av)
- Hillerøds kommun (del av)
- Høje-Tåstrups kommun (del av)
- Hørsholms kommun (del av)
- Ishøjs kommun (del av)
- Køge kommun (del av)
- Roskilde kommun (del av)
- Solrød kommun (del av)